# 桂寅之輔
桂 寅之輔（かつら とらのすけ、1984年1月16日 - ）は落語家。本名は榎田 雄介。大阪府大阪市出身。

## 来歴
摂南大学国際言語文化学部国際言語文化学科卒業。2009年12月に桂春之輔（当時）に入門。上方落語協会会員。